# Kingston (Ontario)
Kingston [ˌkɪŋstən] in der kanadischen Provinz Ontario hat über 130.000 Einwohner und liegt am nordöstlichen Ende des Ontariosees, wo der See in den Sankt-Lorenz-Strom übergeht und die Thousand Islands beginnen. Die Stadt hat den Status einer separated municipality und wird wegen der zahlreichen, aus Kalkstein bestehenden historischen Gebäude auch „Stadt des Kalksteins“ (Limestone City) genannt.

## Geschichte

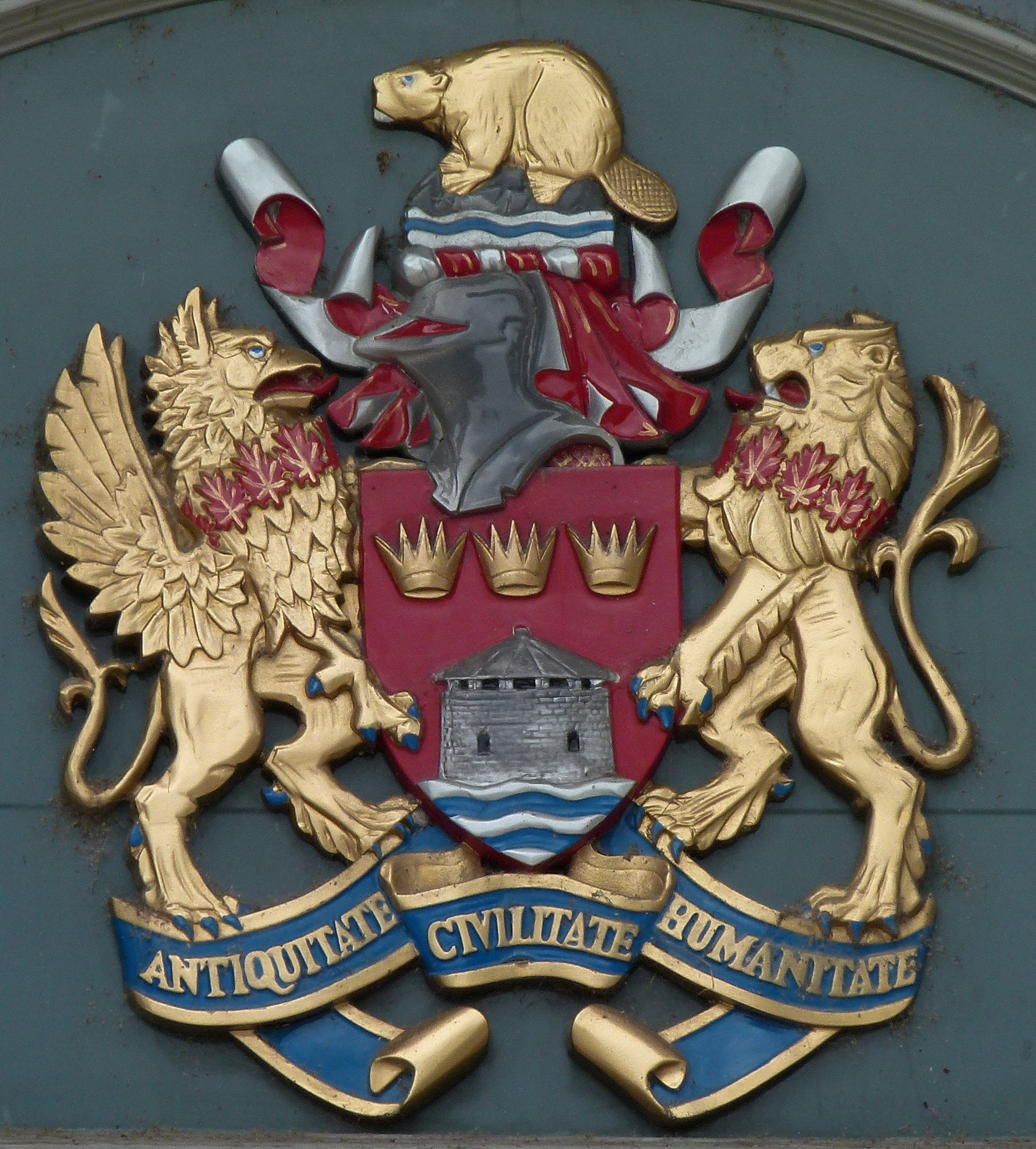
Wappen von Kingston

Auf der Fläche eines Mississauga-Indianerdorfes namens Cataraqui – nach ihm ist der bedeutendste Friedhof der Stadt, der Cataraqui Cemetery benannt – entstand im Jahr 1673 als erste Siedlung von Europäern das französische Fort Frontenac. 1758 wurde das Fort von britischen und irokesischen Soldaten unter Führung von Colonel Bradstreet eingenommen. 1784 kamen die ersten Loyalisten in die Stadt, die die neu entstandenen Vereinigten Staaten wegen ihrer Loyalität zur Kolonialmacht Großbritannien verlassen mussten. Sie nannten den Ort zu Ehren des britischen Königs George III. King's Town (Stadt des Königs). Daraus entstand ab 1788 der heutige Name Kingston.
Während des Krieges von 1812 bis 1814 zwischen den USA und Großbritannien, als Kingston erneut Aufnahmelager für Flüchtlinge wurde, entstand Fort Henry. Es diente zunächst dem Schutz des Handels auf dem Ontario-See, als der Rideau-Kanal ab 1832 entstand, deckte es diesen Handelsweg zwischen Ottawa und Kingston. Noch vor Toronto entstand in Kingston im Jahr 1819 eine erste Bank in Oberkanada, die Bank of Upper Canada, die jedoch zu spät anerkannt wurde und daher 1822 für illegal erklärt und geschlossen wurde.
Die Stadt war von 1841 bis 1844 Hauptstadt der größten britischen Kolonien in Nordamerika, genauer der beiden ab 1841 zeitweise vereinigten Kolonien Ober- und Niederkanada, wurde jedoch von Montreal, später von Toronto und Ottawa abgelöst. 1841 traf sich in Kingston das Parlament der vereinigten Kolonien zu seiner Gründungssitzung. Im selben Jahr wurde eine der ältesten Hochschulen Kanadas, die Queen’s University durch königliches Dekret unter dem Namen Queen's College gegründet. Ab 1912 hieß die renommierte Institution Queen's University. Die Stadt hat sich ihr britisches Aussehen des ausgehenden 19. Jahrhunderts bewahrt.
Zum Ende des 19. Jahrhunderts und noch im frühen 20. Jahrhundert war Kingston eine wichtige Hafenstadt an den Großen Seen mit bedeutendem Schiffbau und Lokomotivenproduktion. Heute gibt es diese Schwerindustrie weitgehend nicht mehr.

## Bevölkerung
Der Zensus im Jahr 2021 ergab für die Gemeinde eine Bevölkerung von 132.485 Einwohnern, nachdem der Zensus im Jahr 2016 für die Gemeinde noch eine Bevölkerung von 123.798 Einwohnern ergeben hatte. Die Bevölkerung hat damit im Vergleich zum letzten Zensus im Jahr 2016 deutlicher als der Trend in der Provinz um 7,0 % zugenommen, während der Provinzdurchschnitt bei einer Bevölkerungszunahme von 5,8 % lag. Im letzten Zensuszeitraum von 2011 bis 2016 hatte die Bevölkerung entgegen dem Trend mit einer Zunahme von 0,4 % stagniert, bei einer durchschnittlichen Bevölkerungszunahme von 4,6 % in der Provinz.
Im Rahmen des „Census 2021“ wurde für die Gemeinde ein Medianalter von 41,2 Jahren ermittelt. Das Medianalter der Provinz lag im selben Zeitraum bei nur 41,6 Jahren. Das örtliche Durchschnittsalter lag bei 42,7 Jahren, bzw. bei 41,8 Jahren in der Provinz. Beim „Census 2016“ wurde für die Gemeinde noch ein Medianalter von 41,9 Jahren ermittelt und für die Provinz von 41,3 Jahren, sowie ein örtliches Durchschnittsalter von 42,3 Jahren, bzw. bei 41,0 Jahren in der Provinz.

### Sprache
In der Gemeinde lebt eine relevante Anzahl von Franko-Ontariern bzw. Einwohner, die Französisch als Muttersprache oder Umgangssprache zu verwenden. Auf Grund der Anzahl an französischsprachigen Einwohnern gilt in der Gemeinde der „French Language Services Act“. Obwohl Ontario offiziell nicht zweisprachig ist, sind nach diesem Sprachgesetz die Provinzbehörden verpflichtet, ihre Dienstleistungen in bestimmten Gebieten auch in französischer Sprache anzubieten. Die Gemeinde selber gehört auch der Association française des municipalités d’Ontario (AFMO) an und fördert die französische Sprachnutzung ebenfalls auf Gemeindeebene.

## Wirtschaft und Infrastruktur
Kingstons Wirtschaft ist stark von staatlichen und städtischen Unternehmen geprägt. Die wichtigsten Wirtschaftssektoren sind Gesundheit, Bildung, Militär, Logistik sowie der Tourismus und weitere Dienstleistungen. Produktion und Forschung spielen in Kingston eine geringere Rolle als früher.
Die größten Arbeitgeber in der Stadt sind.:
- Canadian Forces Base Kingston (inkl. dem Royal Military College of Canada) 8.000
- Queen’s University 4.200
- Kingston General Hospital 3.400
- Limestone District School Board 2.720
- Invista Canada (DuPont Canada Inc.): 1.200
- Hotel Dieu Hospital 1.000
- Ontario Ministry of Health 940
- Assurant Solutions 500
- Empire Life Insurance Company 500
- J.E. Agnew Food Services 500
- Novelis (Alcan) (Rolled Products and R&D Centre) 366
- Ontario Ministry of Transportation 310
- Bell Canada 250
- DuPont Canada Inc. Research and Development Centre 200

### Einkaufsmöglichkeiten
Neben den zahlreichen Einkaufsgelegenheiten in der Innenstadt befinden sich in Kingston zwei größere Einkaufszentren. Die größte Mall ist dabei das Cataraqui Town Centre mit über 140 Shops, Restaurants und Cafés. Das Einkaufszentrum befindet sich auf der 945 Gardiners Road. Die Frontenac Mall befindet sich an der 300 Bath Road und verfügt über mehrere Einkaufsgeschäfte und Restaurants sowie Cafés.

### Bildung und Forschung
Kingston beherbergt heute zwei Universitäten, das Royal Military College of Canada und die Queen’s University. An der Queen’s University sind rund 16.000 Studenten in 18 Fachbereichen in Bachelor- und Masterstudiengängen eingeschrieben. Am Royal Military College sind ca. 6000 Studenten in fünf Fachbereichen immatrikuliert. Eine weitere Hochschule ist das St. Lawrence College, welches Studienprogramme in Kooperation mit der Laurentian University anbietet.
In Kingston befinden sich 68 staatliche Schulen, die für 23.000 Kinder und Jugendliche zuständig sind. Diese Schulen unterstehen der staatlichen Aufsicht, dem Limestone District School Board. Von den 68 Schulen sind 56 Kindergärten und Grundschulen, die übrigen sind weiterführende Schulen (High Schools) bis Klasse 12.

### Medien
In Kingston erscheinen drei Zeitungen. Die Kingston Whig-Standard ist Kanadas erste Tageszeitung und wird seit 1834 gedruckt. Sie hat eine durchschnittliche Auflage von 22.000 Exemplaren. Weitere Zeitungen sind die Kingston This Week, die einmal in der Woche erscheint und The Heritage. In der Stadt befinden sich mehrere Hörfunksender, u. a. 98.3 FlyFM und 98.9 The Drive, sowie einige lokale Fernsehsender, die u. a von CTV, Global TV und CBC betrieben werden.

## Religion
Kingston ist Sitz der anglikanischen Diözese Ontario (St.-Georgs-Kathedrale) und des römisch-katholischen Erzbistums Kingston (Kathedrale der Unbefleckten Empfängnis).

## Kultur und Sehenswürdigkeiten

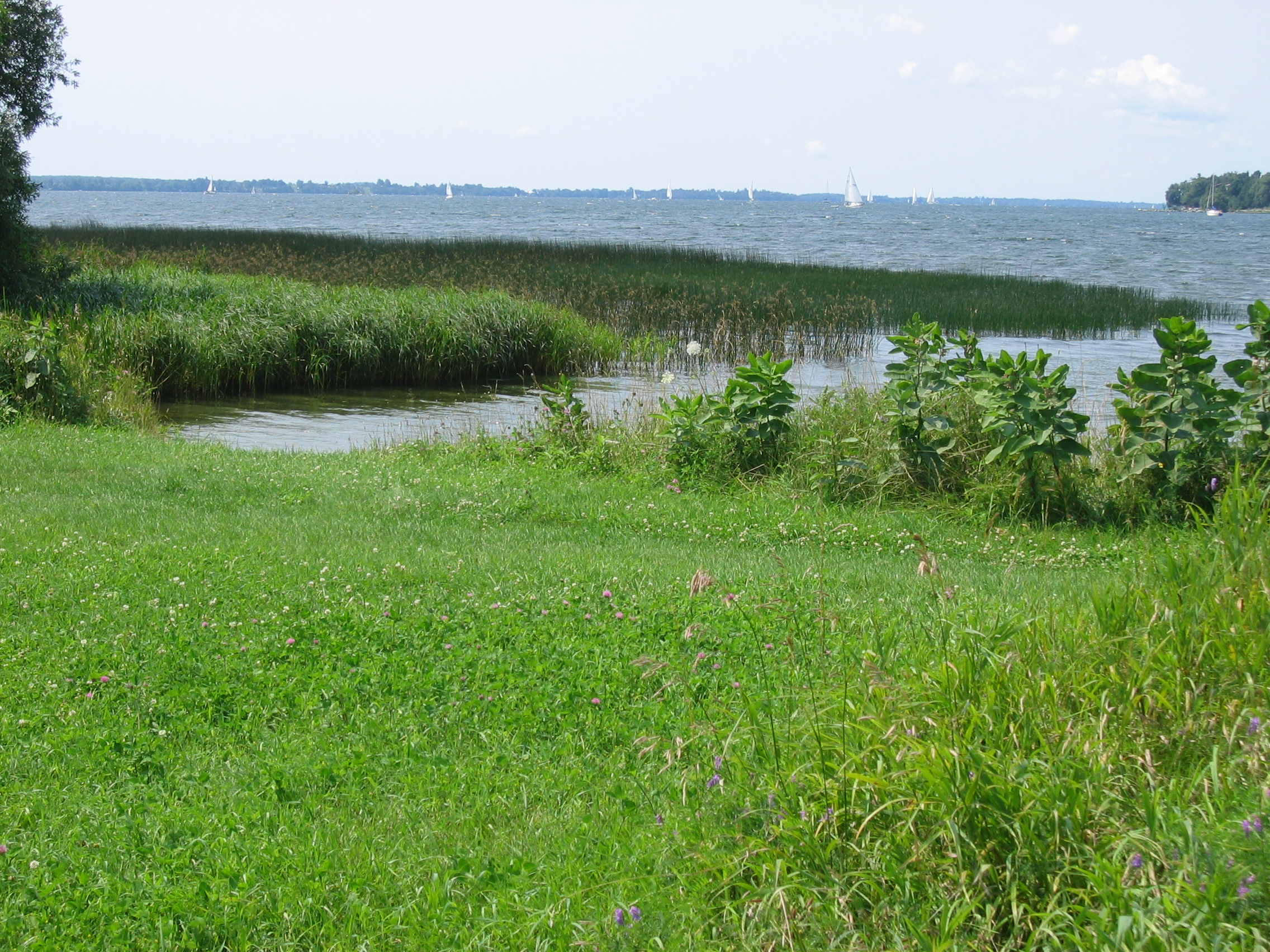
Lemoine Point Conservation Area

In Kingston befinden sich mehrere Theater, in denen nationale und internationale Theaterstücke gezeigt werden, unter anderem das Grand Theatre und das Wellington Street Theatre. Das The K-Rock Centre ist eine 5800 Plätze fassende Freizeit- und Eissporthalle, die im Februar 2008 eröffnet wurde. Kingston ist Heimat verschiedener Künstler aus dem Medienbereich, der Literatur, der Kunst und dem Schauspiel. In der Innenstadt befinden sich daher mehrere Kunstmuseen, wie das Agnes Etherington Art Centre, welches 1957 eröffnet wurde und das modernere Fuel Artist-Run Centre, welches 1977 eröffnet wurde. Es finden jährliche Ausstellungen sowohl kanadischer als auch ausländischer Künstler statt. Diese werden vorwiegend in der The Union Gallery (auch: Queen's University's student art gallery), in der Verb Gallery, im Open Studio 22, in der Kingston Arts Council Gallery und in der Artel: Arts Accommodations and Venue ausgestellt.

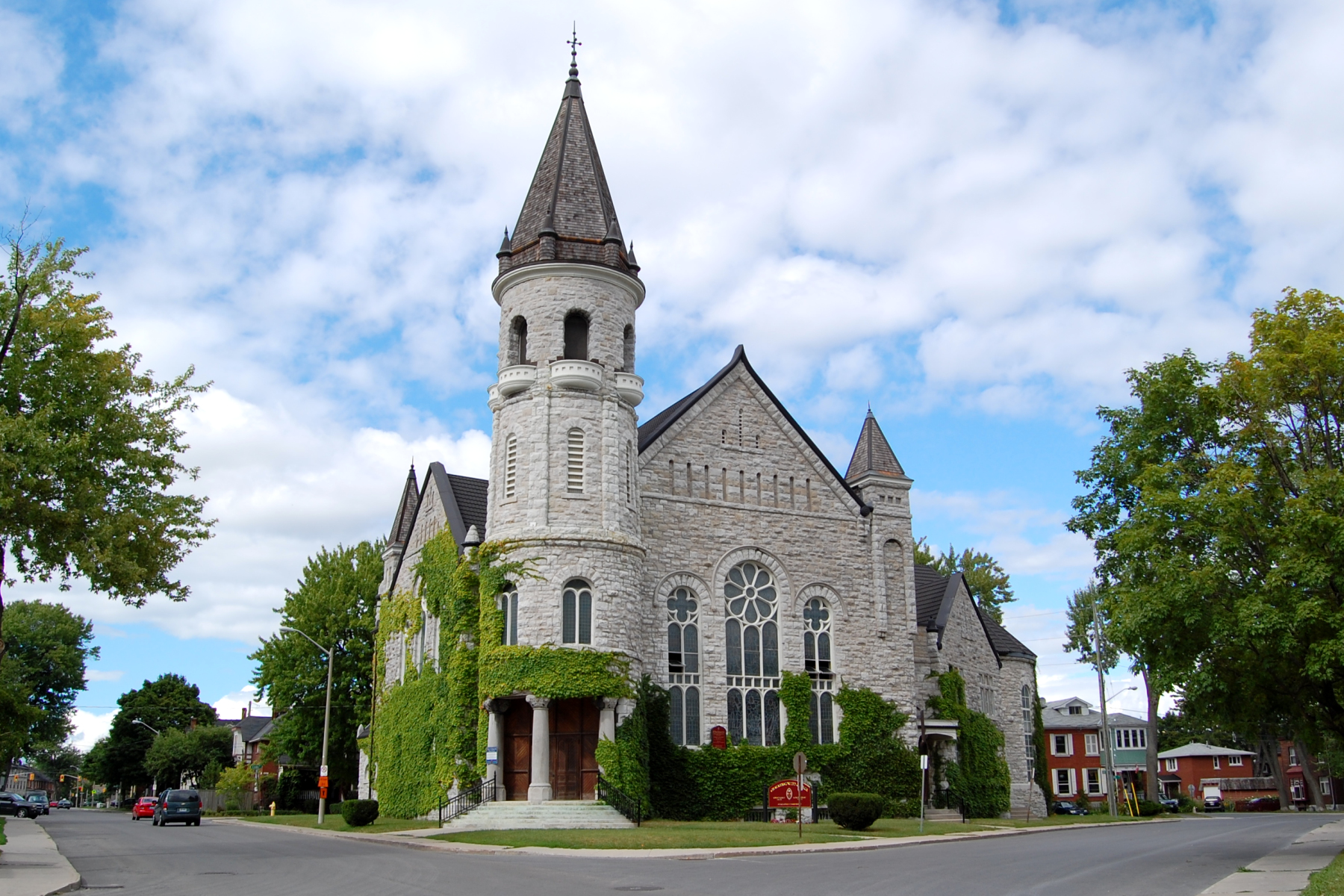
Chalmer's Church in Kingston in 2007

Das Literaturfest Kingston WritersFest findet jährlich statt. Darüber hinaus finden über das Jahr verteilt mehrere kleinere Events an der Kingston Frontenac Public Library und in den örtlichen Buchläden statt. Schriftsteller, die in Kingston leben oder gelebt haben, sind z. B.: Steven Heighton, Bronwen Wallace, Helen Humphreys, Michael Ondaatje, Joanne Page, Diane Schoemperlen, Eric Folsom, Michael Crummey, Melanie Dugan, Mark Sinnett, Mary Alice Downie, Robertson Davies, Douglas Fetherling, Wayne Grady, Merilyn Simonds, Ellen Stafford, Alec Ross, Jamie Swift, Carolyn Smart und Alexander Scala.
Der Komödiant und Schauspieler Dan Aykroyd verfügt über eine Immobilie im nördlichen Bereich von Kingston und ist ein oft anzutreffender Mann in der Innenstadt. Er betrieb von 1994 bis 1995 sein eigenes Restaurant, das Aykroyd's Ghetto House Café, an der Princess Street.
In Kingston finden über das Jahr verteilt mehrere Festivals statt: Dazu zählen das Limestone City Blues Festival, das Kingston Canadian Film Festival, die Fanfayr, das Kingston Buskers' Rendezvous, das Kingston Jazz Festival, das Reelout Film Festival, das Feb Fest und das Wolfe Island Music Festival.

## Sport
1922 fand der 10. Grey Cup in Kingston statt. Die Stadt beherbergt außerdem ein bekanntes Segelrevier. Während den Olympischen Sommerspielen 1976 wurde im Portsmouth Olympic Harbour die Segelwettbewerbe ausgetragen. Die Kingston Frontenacs spielen Eishockey in der Ontario Hockey League.

## Verkehr
Kingston liegt etwa auf halbem Weg zwischen Toronto und Montreal an drei wichtigen Verkehrsadern: dem Sankt-Lorenz-Strom, der Hauptbahnlinie Canadian National Railway, und dem Highway 401. Der Highway 15 bietet eine alternative Verbindung in die Ottawa Region.
Die Stadt liegt am südlichen Ende des Rideau Canals, der ursprünglich dazu diente, den Ontariosee mit dem Ottawa River zu verbinden, um einen eigenständigen Verkehrsweg in einiger Entfernung von der US-Grenze zu garantieren. Saisonal verkehrt eine Fähre zwischen Cape Vincent, New York, über Wolfe Island, in die Innenstadt von Kingston. Dies ist eine alternative Route von und zu den Vereinigten Staaten.
VIA Rail Canada betreibt eine Hauptschienenverbindung zwischen Windsor, Kingston und Québec. Der IATA-Bahnhofscode von Kingston lautet XEG.

### Flugverbindungen
Kingston verfügt über einen regionalen Flughafen. Der Norman Rogers Airport wird von Air Canada Jazz mit planmäßigen Flügen nach Toronto bedient. Durch Nav Canada wird der Flughafen als Airport of Entry klassifiziert und es sind dort Beamte der Canada Border Services Agency (CBSA) stationiert, damit ist hier auch eine Einreise aus dem Ausland zulässig.

### Busverbindungen

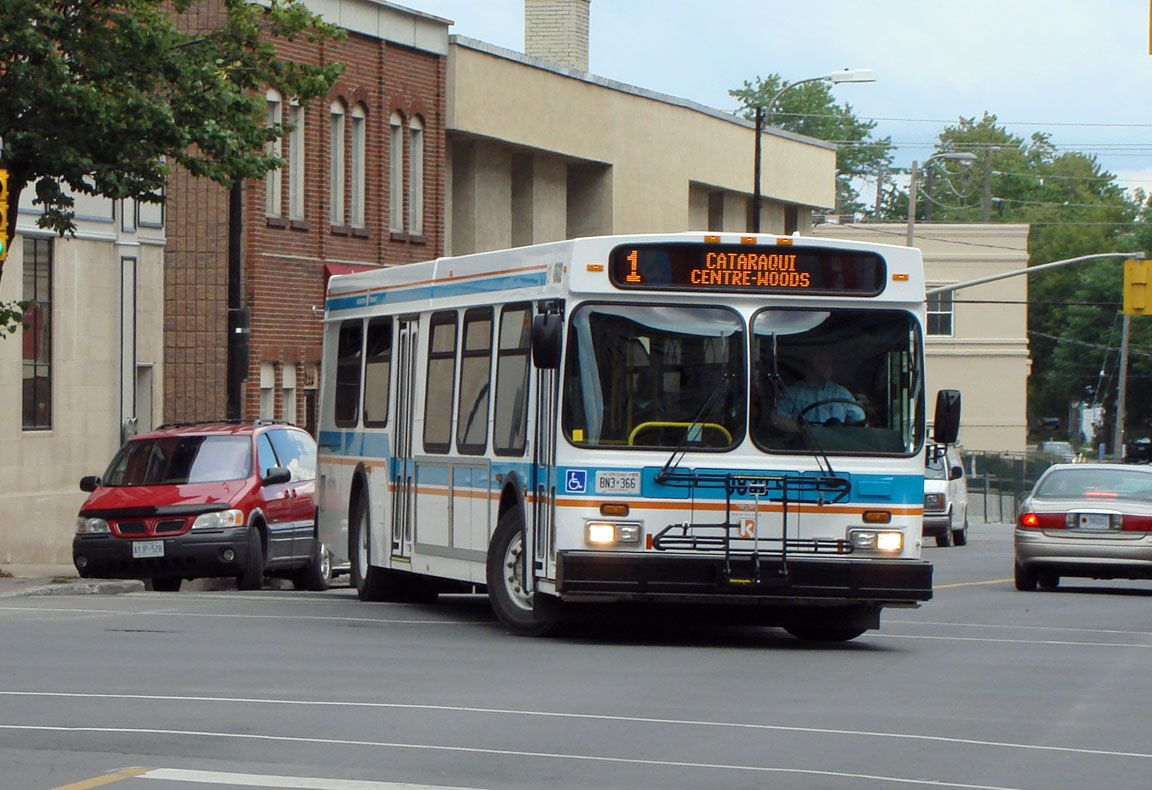
Kingston Transit Bus

Megabus (Coach Canada) und Greyhound Canada bieten regelmäßige Verbindungen vom Kingston Bus Terminal nach Toronto, Ottawa und Montreal. Der öffentliche Personennahverkehr wird von Kingston Transit betrieben.

## Partnerstädte
- Vereinigte Staaten Scottsdale, Arizona
- Kuba Cienfuegos

## Söhne und Töchter der Stadt
- Eduard von Wattenwyl (1815–1890), Schweizer evangelischer Geistlicher
- Oliver Mowat (1820–1903), Politiker
- Richard John Cartwright (1835–1912), Politiker
- George Airey Kirkpatrick (1841–1899), Politiker
- Lily Alice Lefevre (1853–1938), Lyrikerin
- Elizabeth Adela Forbes (1859–1912), Malerin des Spätimpressionismus
- Michael Francis Fallon (1867–1931), römisch-katholischer Ordensgeistlicher, Bischof von London (Ontario)
- George MacFarlane (1878–1932), Sänger und Schauspieler
- Richard A. Pierce (1918–2004), US-amerikanischer Geschichtswissenschaftler, Autor und Herausgeber
- Hale Trotter (1931–2022), Mathematiker
- Robert Mundell (1932–2021), Volkswirt und Nobelpreisträger für Wirtschaftswissenschaften 1999
- Don Cherry (* 1934), Eishockeyspieler und -trainer
- Stephen Halperin (* 1942), Mathematiker, Hochschullehrer
- Zal Yanovsky (1944–2002), Musiker (Lovin’ Spoonful)
- Wayne Cashman (* 1945), Eishockeyspieler
- John Millson (* 1946), Mathematiker
- Chris Somerville (* 1947), kanadisch-US-amerikanischer Genetiker und Botaniker
- Rick Smith (* 1948), Eishockeyspieler
- Ron Plumb (* 1950), Eishockeyspieler, -trainer und -funktionär
- Rick Paterson (* 1958), Eishockeyspieler, -trainer, -scout und -funktionär
- Bryan Adams (* 1959), Musiker, Sänger und Komponist
- Shirley Anne Hofmann (* 1959), Musikerin
- Gary Lux (* 1959), österreichischer Musiker[9]
- Bruce McDonald (* 1959), Filmregisseur und Filmproduzent
- Mary Jane Lamond (* 1960), Interpretin gälischer Folkmusik
- Scott Arniel (* 1962), Eishockeyspieler und -trainer
- Michael Strangelove (* 1962), Medien- und Kommunikationswissenschafter
- Doug Gilmour (* 1963), Eishockeyspieler
- Marc Dunn (* 1965), Beachvolleyballspieler
- Kirk Muller (* 1966), Eishockeyspieler und -trainer
- Kevin Jubinville (* 1967), Schauspieler
- Polly Shannon (* 1973), Schauspielerin
- Andy Sutton (* 1975), Eishockeyspieler
- Simon Whitfield (* 1975), Triathlet
- John Tripp (* 1977), deutsch-kanadischer Eishockeyspieler
- Mike Smith (* 1982), Eishockeytorwart
- Jay McClement (* 1983), Eishockeyspieler
- Tanith Belbin (* 1984), Eiskunstläuferin
- Jean-Philippe Leguellec (* 1985), Biathlet
- Kevin Lalande (* 1987), belarussisch-kanadischer Eishockeytorwart
- Annie Foreman-Mackey (* 1991), Radrennfahrerin
- Andromahi Raptis (* 1991), Opern- und Konzertsängerin
- Scott Harrington (* 1993), Eishockeyspieler
- Sasha „Scarlett“ Hostyn (* 1993), E-Sportlerin in StarCraft 2
- Lindsay Agnew (* 1995), Fußballspielerin
- Tanner Graham (* 1996), Basketballspieler
- Zac Hutcheson (* 1997), Volleyballspieler
- Gabriel Vilardi (* 1999), Eishockeyspieler
- Maeve Tomalty (* 2000), Schauspielerin
- Aaliyah Edwards (* 2002), Basketballspielerin

ebenso:
- The Tragically Hip, Rockband